# Say Yes to Heaven
Say Yes to Heaven (deutsch „Sag Ja zum Himmel“) ist ein Song der US-amerikanischen Sängerin Lana Del Rey, der am 19. Mai 2023 veröffentlicht wurde.

## Entstehung und Veröffentlichung
Say Yes to Heaven wurde 2012 gemeinsam von Lana Del Rey und Rick Nowels geschrieben und im November 2013 erstmals aufgenommen. Produziert wurde der Song damals von Dean Reid und Rick Nowels, mit denen Del Rey schon regelmäßig zusammengearbeitet hat. Er war für Del Reys drittes Studioalbum Ultraviolence (2014) vorgesehen und wurde in denselben Sessions aufgenommen wie die Songs I Can Fly, Fine China, Your Girl, This Is Happiness, Shades Of Cool und Sad Girl, von denen aber nur die letzten beiden auf der Standardedition veröffentlicht wurden.
Die ersten Leak-Versionen und Snippets des Songs kursierten ab 2016 im Internet. Neben Nowels waren noch die Produzenten James Ford und STINT an verschiedenen Versionen des Songs beteiligt, der für die Alben Honeymoon (2015) und Lust For Life (2017) überarbeitet werden sollte. Der erste vollständige Leak tauchte 2020 auf und eine Demoversion für das Album Honeymoon leakte im Jahr 2021.
Say Yes to Heaven galt seitdem als einer der beliebtesten der bisher unveröffentlichten Songs von Lana Del Rey und erreichte Kultstatus. 2022 ging eine gepitchte, schnellere Sped-Up-Version auf TikTok viral. Drei Versionen des Vorrefrains und des Refrains wurden dort in mehr als 800.000 Beiträgen verwendet, wobei ein Videoclip allein 1,5 Millionen Aufrufe verzeichnete. Fans forderten seitdem eine offizielle Version des Songs.
Im März 2023 wurde der Song von UMG/Polydor per Registrierung urheberrechtlich geschützt. Am 19. Mai des Jahres wurde er dann als digitale Single in einer Original- und Speed-up-Version auf den Plattformen Apple Music, Amazon Music, Spotify, iTunes, deezer und YouTube Music veröffentlicht. Es war die erste Single nach Veröffentlichung von Del Reys neuntem Studioalbum Did you know that there’s a tunnel under Ocean Blvd im März 2023.
Das Coverbild der Single zeigt Del Rey in einem weißen, langärmeligen Hemd mit Händen in lockerer Gebetshaltung und gesenktem Kopf, wobei die Augen geschlossen sind.

## Musikalische Merkmale
Die Originalversion von Say Yes to Heaven hat eine Dauer von 3:29 min, ein Tempo von 100 BPM und ist in der Tonart F-Moll. Der Charakter des Songs wird als einfach, ruhig und minimalistisch mit einer sich wiederholenden Melodie beschrieben, wobei die beschleunigte Version tranceartig und hymnisch wirkt. Der Song unterscheidet sich im endgültigen Arrangement von den geleakten Versionen teilweise, fängt aber dieselbe Stimmung ein. Billboard bezeichnet ihn als „verträumte Downbeat-Nummer“, während uDiscover Music den Stil als „verführerisch verträumten, schimmernden Pop“ beschreibt.
Als Instrumente werden Gitarren, Streicher und eine Marimba eingesetzt, wobei die Gitarre als „wabbernd“ und die Streicher als „gespenstig“ beschrieben werden. Der Song beginnt mit einer von Fingern gezupften Gitarre, die im weiteren Verlauf eine Moll-Progression spielt. Eine andere, ätherische Gitarrenlinie umrahmt die Strophen. Gedämpfte Trommeln und Streicher ergänzen das Arrangement im Refrain.

## Textanalyse
Der Liedtext besteht aus drei Strophen, einem Vorrefrain, einem Refrain und einem Outro. Er ist gefüllt mit romantischen Bildern und handelt von Unterwerfung, Sehnsucht und Schicksal.
Das lyrische Ich des Titels ist verletzlich: Sie ist in einen Mann verliebt und erwartet, dass er sie liebt und sich für sie entscheidet. Das Lied wirkt wie eine Bitte oder ein Gebet. In der ersten Strophe wartet sie darauf, dass ihr Partner mit ihr tanzt: If you dance, I’ll dance, / And if you don’t, I’ll dance anyway. In der nächsten Strophe verpflichtet sie sich zur bedingungslosen Treue: Sie wird „wie ein Kahn im Sturm“ auf ihren Partner warten. Wenn er sie verlässt, selbst wenn er nicht weiß, wonach er sucht, wird dies die Protagonistin nicht brechen. Im Refrain, wenn Lanas Stimme einen heiseren Ton annimmt, vervollständigt sie das Gebet. Sie bittet ihn, sich für sie zu entscheiden, und setzt ihre Wahl mit dem Himmel gleich: Say yes to heaven, / Say yes to me.
Die Zeile Give peace a chance in der ersten Strophe spielt möglicherweise auf John Lennons gleichnamigen Antikriegssong von 1969 mit Yoko Ono an, wohingegen die Zeile I’ll put my red dress on, get it on in der dritten Strophe eine Anspielung auf Del Reys Song Summertime Sadness ist, an dem auch Rick Nowels mitgearbeitet hat.

## Mitwirkende
Liedproduktion
- Lana Del Rey: Gesang, Liedtexter
- Roy English: Schlagzeug-Programmierung
- John Christopher Fee: Tonmeister-Assistenz
- Brian Griffin: Schlagzeug
- Kieron Menzies: Tonmeister-Assistenz
- Rick Nowels: Musikproduzent, E-Gitarre, Hammondorgel, Liedtexter
- Ruairi O’Flaherty: Tonmeister
- Tim Pierce: E-Gitarre
- Dean Reid: Schlagzeug-Programmierung, Abmischung
- Chris Rockwell: Tonmeister-Assistenz
- Patrick Warren: Streicher, Marimba, Gitarre
- Trevor Yasuda: Tonmeister-Assistenz

| Unternehmen - Interscope Records: Musiklabel - Polydor: Musiklabel - Universal Music: Vertrieb |

## Rezeption
Für das Musikmagazin Diffus galt der Song als „Empfehlung des Tages“. Für Ben Schiwek wirkte Say Yes to Heaven direkter und moderner als Del Reys letzte Albumsongs. Er beschrieb die Atmosphäre als „fesselnd und schön“.
Für Sophia June vom englischen Magazin Nylon ist der Song „auch ein wenig niederschmetternd, aber nur auf eine Art und Weise, die Spaß macht und nicht ernsthaft schädlich ist“.

## Kommerzieller Erfolg

### Chartplatzierungen
Nach seiner Veröffentlichung als Single debütierte Say Yes to Heaven auf Platz 9 in Großbritannien; es war Del Reys erster Solo-Einstieg in die Top 10 seit fast einem Jahrzehnt und ihr erfolgreichster Song als Solokünstlerin, gleichauf mit Video Games und Born to Die. In Australien markierte der Song Del Reys ersten Solo-Einstieg in die Top 20 seit Summertime Sadness im Jahr 2013. Weltweit debütierte der Song auch in den Musikcharts anderer Länder: in Irland (8) und Neuseeland (10) erreichte er die Top 10, in der Schweiz (18) die Top 20 und in Litauen (21), Norwegen (25) und Schweden (28) die Top 30.
| ChartsChartplatzierungen       | Höchstplatzierung | Wochen |
| ------------------------------ | ----------------- | ------ |
| Deutschland (GfK)              | 41 (5 Wo.)        | 5      |
| Österreich (Ö3)                | 36 (2 Wo.)        | 2      |
| Schweiz (IFPI)                 | 18 (4 Wo.)        | 4      |
| Vereinigte Staaten (Billboard) | 54 (3 Wo.)        | 3      |
| Vereinigtes Königreich (OCC)   | 9 (9 Wo.)         | 9      |

### Auszeichnungen für Musikverkäufe
| Land/Region                  | Auszeichnungen für Musikverkäufe (Land/Region, Auszeichnung, Verkäufe) | Verkäufe  |
| ---------------------------- | ---------------------------------------------------------------------- | --------- |
| Australien (ARIA)            | 2× Platin                                                              | 140.000   |
| Belgien (BRMA)               | Gold                                                                   | 20.000    |
| Brasilien (PMB)              | 3× Platin                                                              | 120.000   |
| Frankreich (SNEP)            | Platin                                                                 | 200.000   |
| Griechenland (IFPI)          | Gold                                                                   | 10.000    |
| Italien (FIMI)               | Gold                                                                   | 50.000    |
| Kanada (MC)                  | Platin                                                                 | 80.000    |
| Polen (ZPAV)                 | 2× Platin                                                              | 100.000   |
| Spanien (Promusicae)         | Gold                                                                   | 30.000    |
| Vereinigte Staaten (RIAA)    | Gold                                                                   | 500.000   |
| Vereinigtes Königreich (BPI) | Gold                                                                   | 400.000   |
| Zentralamerika (CFC)         | Platin                                                                 | 70.000    |
| Insgesamt                    | 6× Gold · 10× Platin ·                                                 | 1.720.000 |

Hauptartikel: Lana Del Rey/Auszeichnungen für Musikverkäufe

## Coverversionen und Remixe
Die irische Post-Punk-Band Fontaines D.C. coverte Say Yes to Heaven in der BBC Radio 1 Live Lounge am 2. Oktober 2024. Besonders populär wurde eine akustische Version der Musikerin Mina, die über 1,4 Millionen Aufrufe auf YouTube erreichte.
Remixversionen
- Say Yes To Heaven (sim0ne & Melo Nada Remix) 4:13
- Say Yes To Heaven (Dot Major Remix) (Lana Del Rey, London Grammar, Dot Major) 4:03
- Say Yes To Heaven (Anyma Remix) 3:42
- Say Yes To Heaven (AMANDUS 99 +++ DANZINGER 99 Remix) 2:11